# Tip (album)
Tip è il secondo album della band canadese post-grunge Finger Eleven. Dapprima registrato con la Mercury e distribuito solo sul mercato canadese, nel 1998 l'album entra nell'orbita Wind-up Records, che lo ripubblica, stavolta non solo in Canada, ma anche negli Stati Uniti d'America.

## Lista tracce
1. Quicksand – 4:06
2. Tip – 3:40
3. Shudder – 3:25
4. Awake And Dreaming – 3:35
5. Above – 3:42
6. Condenser – 3:08
7. Thin Spirits – 3:26
8. Glimpse – 3:30
9. Costume For A Gutterball – 4:38
10. Temporary Arms – 4:08
11. Swallowtail – 4:23

## Singoli estratti
- Tip
- Quicksand
- Above

## Formazione
- Scott Anderson - voce
- Sean Anderson - basso
- Rick Jackett - chitarra
- Rob Gommerman - batteria(1ª edizione)
- Rick Beddoe - batteria (2ª edizione)
- James Black - chitarra